# ポーラ (企業)
株式会社ポーラ（英: POLA Inc.）は、東京都品川区西五反田のポーラ五反田ビルに本社を置き、化粧品の製造販売を行う企業である。グループ全体の売上高は国内化粧品メーカー第4位。

## 概要
1929年（昭和4年）に静岡市で創業する。1940年にポーラ化成工業株式会社（ポーラかせいこうぎょう、POLA Chemical Industries, Inc.）として法人化した。
戦後の1946年にポーラ化成工業から化粧品販売事業を分離し、株式会社ポーラ化粧品本舗が設立。化粧品の訪問販売事業で成長した。女性の肌を追究したオーダーメード化粧品シリーズ「ポーラ・アペックス（発売当初はAPEX-i）」で知られる。
2006年9月に純粋持株会社である、株式会社ポーラ・オルビスホールディングスを設立。翌2007年1月より、同社グループは持株会社制に移行した。その後同年7月、株式会社ポーラ化粧品本舗は、株式会社ポーラに社名を変更した。
近年は訪問販売だけでなく、百貨店の化粧品売り場やファッションビルに「ポーラコーナー」を設けたり、エステティックサロンを併設した小型店舗「POLA THE BEAUTY（ポーラ・ザ・ビューティ）」を展開するなど、店頭販売にも力を入れている。

### 関連事業
1985年には、通販部門として「オルビス株式会社」を設立し、通販化粧品の分野でも大きく業績を伸ばしている。1993年には、コンビニエンスストアやスーパーで販売される基礎化粧品・トイレタリー商品部門を扱う子会社「ポーラデイリーコスメ」（2005年に、社名の頭文字をとった株式会社pdcへ社名変更、2016年に売却）を設立している。
また、かつては食品事業の子会社・ポーラフーズも存在したが、2002年にアサヒビール（当時。現アサヒグループホールディングス）の子会社・アサヒビール薬品（のちのアサヒフードアンドヘルスケア、現アサヒグループ食品）に売却され、翌年の2003年に同社に吸収合併されている。
文化・芸術の分野では、ポーラ文化研究所や関連財団法人の財団法人ポーラ美術振興財団によってポーラ美術館などを運営している。

### その他

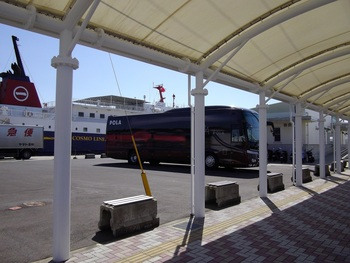
種子島、西之表港に航送して来た日野セレガ・「ムービングサロン」ポーラバス

2011年10月より、日野自動車製の大型バス・セレガ（2代目・スーパーハイデッカー）の車両を改造し、移動型ブティックとして全国各地を巡回する「ムービングサロン」の運用を開始した。2012年6月には2台目の車両も導入された。
2012年より「美肌県グランプリ」を公表している。
本社にある社員食堂では、美肌・アンチエイジング効果のある食材・レシピを用いたランチが提供されており、2012年4月には、食堂で提供されたメニューを紹介するレシピ本「POLAの美肌食堂」が発売された。

## 沿革
- 1929年（昭和4年）：創業者の鈴木忍が、静岡市で個人事業として創業。
- 1940年（昭和15年）：「ポーラ化成工業株式会社」設立（法人化）
- 1946年（昭和21年）：「株式会社ポーラ化粧品本舗」設立（法人化）
- 1954年（昭和29年）：静岡工場完成。
- 1958年（昭和33年）：香港へ進出。海外市場への初進出。
- 1960年（昭和35年）：東京銀座にポーラビル完成。アメリカに進出 本格的な海外進出の開始。
- 1961年（昭和36年）：横浜工場完成、量産体制確立。有限会社不二印刷（現株式会社メディアグラフィックス）を設立。印刷事業分野に進出。
- 1964年（昭和39年）：現代科学の粋を結集した横浜研究所完成。
- 1966年（昭和41年）：現地法人タイポーラ設立。
- 1971年（昭和46年）：ポーラ五反田ビル完成、本社事務所移転。株式会社ポーラ不動産を設立。不動産事業分野に進出。
- 1976年（昭和51年）：ポーラ文化研究所を開設。
- 1977年（昭和52年）：袋井工場完成。
- 1979年（昭和54年）：ポーラ創業50周年記念として、財団法人ポーラ伝統文化振興財団を設立。
- 1982年（昭和57年）：「サンビジュー」全国発売。健康食品事業分野に進出。
- 1983年（昭和58年）5月：ポーラ化成工業株式会社が、株式会社科薬抗生物質研究所（現・株式会社科薬）へ資本参加。医薬品事業分野に進出。
- 1984年（昭和59年）6月：オルビス株式会社を設立。通販事業分野に進出。
- 1986年（昭和61年）：株式会社ポーラジーティエス（現株式会社ピーオーテクノサービス）を設立。ビルメンテナンス事業分野に進出。
- 1989年（平成元年）4月：オーダーシステム化粧品「APEX-i（アペックス・アイ）」を全国発売。百貨店事業分野に進出。
- 1992年（平成4年）
  - 横浜に中央研究所完成。
  - 11月：ポーラデイリーコスメ株式会社（現・株式会社pdc）を設立。ドラッグストア等事業分野に進出。
- 1994年（平成6年）：第18回国際化粧品技術者会連盟（IFSCC）学術大会ベニス大会にて最優秀賞受賞。
- 1995年（平成7年）：健康科学研究所設立。
- 1996年（平成8年）：財団法人ポーラ美術振興財団を設立。
- 1997年（平成9年）：静岡工場・袋井工場「ISO9002」認証取得。
- 1998年（平成10年）
  - 新・美白用医薬部外品成分＜ルシノール＞を開発。
  - 第20回IFSCC学術大会カンヌ大会にて最優秀賞受賞。
  - 静岡工場・袋井工場「ISO9001」認証取得。
- 2000年（平成12年）
  - 静岡・袋井工場「ISO14001」認証取得。
  - コーポレートメッセージ「カウンセリング1st.POLA」発表。
- 2002年（平成14年）：箱根・仙石原にポーラ美術館、銀座にポーラ ミュージアム アネックスがオープン。
- 2003年（平成15年）
  - 「シーズケース」「バランスアップ」「ミンティア」など食品、菓子、飲料等の開発・製造・販売を行っていた子会社ポーラフーズをアサヒビールに売却（のちにポーラフーズはアサヒフードアンドヘルスケアに吸収合併された）。
  - 1月：販売子会社20社を合併し、ポーラ販売株式会社とする。
- 2004年（平成16年）：袋井工場が緑化優良工場として内閣総理大臣賞受賞。
- 2005年（平成17年）：人とお店の新たな融合「ポーラ ザ ビューティ」誕生。
- 2006年（平成18年）
  - 9月：株式会社ポーラ・オルビスホールディングスを設立。翌2007年1月より正式に純粋持株会社体制へ移行。
  - 12月：株式会社ピーオーリアルエステートを設立。不動産事業を継承。
  - 12月：フューチャーラボグループ（株式会社フューチャーラボ）へ資本参入。テレビ通販事業分野へ進出。
- 2007年（平成19年）
  - 1月：株式会社decencia（ディセンシア）を設立。新化粧品ブランド「decencia」スタート。
  - 1月：ポーラ化成工業の会社分割により医薬品事業会社の株式会社ポーラファルマを設立。4月、ポーラ化成工業株式会社が、会社分割により医薬品販売事業をポールファルマに移管するとともに、株式会社科薬をポーラファルマに譲渡する。科薬の営業部門と新薬承認機能をポーラファルマに統合、科薬はポーラファルマ製品の製造に特化。
  - 1月：ポーラ販売株式会社を吸収合併。
  - 3月：フランス オルラーヌ社と合弁で株式会社オルラーヌジャポンを設立。
  - 7月：株式会社ポーラ化粧品本舗が、株式会社ポーラに商号（社名）変更。
- 2008年（平成20年）2月：株式会社ACRO（アクロ）を設立。海外化粧品メーカーとの提携や自社の新化粧品ブランドの開発・販売を推進。
- 2009年（平成21年）：ポーラ銀座ビル　グランドオープン。
- 2010年（平成22年）：（株）ポーラ・オルビスホールディングス　東京証券取引所市場第一部に上場。
- 2011年（平成23年）：「AAA宣言」、コミュニケーションメッセージ「カウンセリングA POLA」発表。
- 2012年（平成24年）：年第27回国際化粧品技術者連盟（IFSCC）世界大会ヨハネスブルグ大会にて、ポスター発表部門最優秀賞受賞。
- 2014年（平成26年）：静岡工場と袋井工場を統合、袋井工場に一本化[8][注 1]。第28回国際化粧品技術者会連盟（IFSCC）世界大会パリ大会にて、最優秀賞受賞
- 2015年（平成27年）：「ダイバーシティ経営企業100 選」（経済産業大臣表彰）を受賞   新ブランド戦略発表
- 2016年（平成28年）：株式会社フューチャーラボの全株式を株式会社ファーマフーズへ譲渡。株式会社pdcの全株式を株式会社山田養蜂場へ譲渡。
- 2016年（平成28年）「Science. Art. Love.」を独自価値とした新ブランド戦略をスタート
- 2019年（平成31年）：株式会社ポーラファルマおよびその子会社の株式会社科薬の全株式をインドのサンファーマに譲渡[9][10][11]。

## 提供番組
現在
なし
過去（1社提供も含む）
- ポーラ婦人ニュース（ABC）
- ポーラテレビ小説[注 2]（TBS）…1968年のシリーズ開始から、1983年10月〜1984年3月の「千春子」までポーラの一社提供、1984年4月以降はポーラの提供が無くなり、シリーズ名も「テレビ小説」となる。
- 月曜ロードショー（TBS）
- 朝のホットライン（TBS）
- サバイバー（TBS）
- ぴったんこカン・カン（TBS）撤退、番組は2021年9月で終了。
- 世界まるごとHOWマッチ（MBS）
- 近藤正臣の味覚人情報（MBS）
- オールスター家族対抗歌合戦（フジテレビ）
- 木曜劇場（フジテレビ）
- TBS土曜9時枠の連続ドラマ・第2期（TBS）
- ザ・サンデー -THE SUNDAY-（フジテレビ）
- TVハッカー（フジテレビ）
- 七人のHOTめだま（フジテレビ）
- 笑っていいとも!（フジテレビ）
- 世界の常識・非常識!（フジテレビ）
- ダウンタウンのごっつええ感じ（フジテレビ）
- 金曜エンタテイメント（フジテレビ）
- 新春ドラマスペシャル（フジテレビ）
- 月曜ドラマスペシャル（TBS）[注 3]
- ポーラ名作劇場[注 4]（テレビ朝日）
- TXNニュース THIS EVENING（テレビ東京）
- TBS木曜10時枠の連続ドラマ
- 人生が変わる1分間の深イイ話（日本テレビ）
- NEWS ZERO（日本テレビ）
- みのもんたの朝ズバッ!（TBS）
- 白の美術館（テレビ朝日、1社提供）…2017年4月5日より提供開始、約6年ぶりのテレビ提供となる。
  - 上記の提供番組以外はスポットCM中心。その他、週替わりや単発番組にも提供する事がある。

## イメージキャラクター

### 現在
- 無し

### 過去
- 桃井かおり（ポーラルミエラMC2）
- 島田陽子  (ポーラ　ポリシマ)
- 渡辺美佐子（ポーラテレビ小説の本編終了後のCM）
- はな（オルビス）
- 高橋マリ子
- 桐島かれん
- 樋口可南子
- 五十嵐淳子
- 眞野あずさ
- 金子信雄・田中小実昌（育毛剤）
- 奥田瑛二（男のポーラ・男性用化粧品）
- 安田成美（オルビス）
- 今井美樹（化粧品）
- 森高千里（アパレル）
- 鷲尾いさ子（アパレル）
- 米倉涼子（B.Aシリーズ）
- 夏木マリ（B.Aシリーズ）
- 坂東玉三郎（B.A）〜（APEX-i）
- 小林麻央（APEX-i、ホワイティシモ、いっしょに、美白体験<2011>）

ホワイティシモは小林をメインとして、小林と同じ事務所所属のタレント・大石恵（過去にも当社CM出演経験あり…下記参照）、杉崎美香、高樹千佳子、八田亜矢子、松本あゆ美、山岸舞彩の6人が「ニュース番組のキャスター・レポーター」という設定で共演している。
また、2011年春のキャンペーン「いっしょに、美白体験」では実姉（TBS退社後同事務所）の小林麻耶との「姉妹競演」が実現した。
- 草刈民代（APEX-i）
- 本上まなみ（pdc）

以下関連会社のCM出演者
- 菊川怜（セルディ）
- 優香（セルディ）
- 雛形あきこ（セルディ）
- 酒井彩名（セルディ）
- 上原さくら（セルディ）
- 知念里奈（セルディ）
- 美川憲一・遠山景織子（ピュア ナチュラル）
- ROLLY（セレスト）
- 長瀬智也（イーガー）
- 久本雅美（あったかんぽ）
- 白石美帆（アルブホワイト、エリッサ）
- 小倉久寛（クールボイスキャンディ）
- 間寛平（シーズケース）
- 嶋田久作（バランスアップ）
- 神田うの（バランスアップ）
- 藤岡弘、（バランスアップ）
- 大石恵（バランスアップ）

## グループ会社

### 国内
| 名称                                   | 所在地       |
| -------------------------------------- | ------------ |
| オルビス株式会社                       | 東京都品川区 |
| ジュリーク・ジャパン株式会社           | 東京都港区   |
| 株式会社DECENCIA                       | 東京都品川区 |
| 株式会社ACRO                           | 東京都品川区 |
| ポーラ化成工業株式会社                 | 静岡県袋井市 |
| 株式会社エクスプレステージ             | 静岡県袋井市 |
| 株式会社ピーオーリアルエステート       | 東京都品川区 |
| 株式会社ピーオーテクノサービス         | 東京都品川区 |
| 株式会社シノブインシュアランスサービス | 東京都品川区 |
| トリコ株式会社                         | 東京都新宿区 |

### 海外
| 名称                                      | 所在地                                   |
| ----------------------------------------- | ---------------------------------------- |
| POLA COSMETICS (THAILAND) CO., LTD.       | タイ・バンコク                           |
| 寶麗化粧品（香港）有限公司                | 中国・香港                               |
| 上海宝麗妍貿易有限公司                    | 中国・上海市                             |
| 臺灣保麗股份有限公司                      | 台湾・台北市                             |
| 宝麗（中国）美容有限公司                  | 中国・瀋陽市                             |
| 台灣奥蜜思股份有限公司                    | 台湾・台北市                             |
| 奥蜜思商貿（北京）有限公司                | 中国・北京市                             |
| ORBIS ASIA PACIFIC Headquarters PTE. LTD. | シンガポール                             |
| Pola Orbis Jurlique Holdings Pty Ltd      | オーストラリア・ニューサウスウェールズ州 |
| Pola Orbis Jurlique Pty Ltd               | オーストラリア・ニューサウスウェールズ州 |
| Jurlique International Pty. Ltd.          | オーストラリア・ニューサウスウェールズ州 |
| J.&J. Franchising Pty. Limited.           | オーストラリア・ニューサウスウェールズ州 |
| Jurlique Holistic Skin Care, Inc.         | アメリカ・ジョージア州                   |
| Jurlique USA, Inc.                        | アメリカ・ジョージア州                   |
| XYZ2019 LIMITED                           | イギリス・ロンドン市                     |
| Jurlique Hong Kong Limited                | 中国・香港                               |
| Profit Joy Corporation Limited            | 中国・香港                               |
| 茱莉蔲澳門一人有限公司                    | 中国・マカオ                             |
| 北京茱莉蔲商貿有限公司                    | 中国・北京市                             |
| H2O PLUS HOLDINGS, INC.                   | アメリカ・デラウェア州                   |
| H2O PLUS, LLC                             | アメリカ・デラウェア州                   |
| H2O PLUS CANADA CORP.                     | カナダ・ノバスコシア州                   |
| 水芝澳(上海) 貿易有限公司                 | 中国・上海市                             |

### 公益法人
| 名称                               | 所在地       |
| ---------------------------------- | ------------ |
| 公益財団法人ポーラ美術振興財団     | 東京都品川区 |
| 公益財団法人ポーラ伝統文化振興財団 | 東京都品川区 |